# Lionel Martin
Lionel Walker Birch Martin (1878 – 21. října 1945) byl anglický obchodník, který spoluzaložil automobilovou firmu Aston Martin.

## Osobní život
V roce 1909 se Martin oženil s Christine Murray z Auchendinny ve Středním Lothianu. Christine zemřela v dubnu 1913, krátce po narození jejich syna (narozen 19. března 1913). Dne 25. ledna 1917 se znovu oženil, s Katherine King v Kensingtonu.
Ve 20. letech 20. století žil v Pembroke Villas v Kensingtonu. V pozdějších letech se u něj objevil diabetes.
Od roku 1932 žil v Palings Cottage na Warboys Road v Kingston Hill, městská část Malden a Coombs. Kvůli nedostatku benzínu ve druhé světové válce se vrátil k cestování na kole. 14. října 1945 byl sražen na semaforech na Glouchester Road poblíž svého domova a dne 21. října 1945 zemřel ve věku 67 let v nemocnici Kingston County Hospital. Jeho pohřeb se konal v 15 hodin v pondělí 29. října 1945 v St. John the Baptist v Kingston Vale. Je pohřben na hřbitově Putney Vale.